# Charlie USG
Carlos Urraca Solís (Madrid, 3 de junio de 2002), conocido artísticamente como Charlie USG, es un cantautor español. Comenzó su carrera como músico callejero en la Gran Vía de Madrid y ha logrado consolidarse como una de las promesas del pop español tras firmar con Warner Music y Get In.
El nombre "Charlie USG" viene de cuando su novia de la adolescencia le obligó a crearse una cuenta de Instagram. Tal y como contó en su entrevista con Los40, se puso "Charlie" porque lo consideraba más moderno que su nombre "Carlos", y añadió "USG" (las iniciales de sus apellidos Urraca Solís Gesto) por consejo de su novia, ya que "Charlie" a secas estaba pillado.

## Trayectoria

### Inicios
Charlie empezó tocando en la calle a los 15 años por mero aburrimiento. Después de obtener los permisos pertinentes por parte del Ayuntamiento de Madrid, y en contra de la voluntad de sus padres, fue a tocar a la calle El Carmen por primera vez con su propia guitarra y altavoz, sin saber que estaba prohibido tocar música en ese lugar. Tal y como contó en su entrevista en YouTube con Morrison Shoes, esto se acabó convirtiendo en una rutina para él, y siguió yendo a tocar todos los viernes a lo largo de 3 años, pero a Gran Vía, donde sí estaba permitido. Allí vivió varias anécdotas, alguna más agradable que otra, como cuando llegaron a amenazarle con cuchillos.

### Choque con laPolicía
El 7 de julio de 2021, la Policía Municipal de Madrid le sancionó por tocar en la calle, a pesar de que tenía todos los permisos pertinentes del Ayuntamiento para hacerlo. Esto generó que muchas personas condenasen lo sucedido en redes sociales y apoyaran a Charlie, ya que fue rodeado por hasta 14 agentes, y, según él mismo, fue amenazado y tratado como un verdadero criminal, a pesar de tener solo 19 años. Sin embargo, sus conciertos callejeros fueron poco a poco atrayendo a cada vez más gente, incluso había personas que venían todas las semanas y se quedaban las 3 horas que duraban sus performances, algo que sorprendía y gratificaba al artista.

### Concierto con Cepeda
Un día se paró Luis Cepeda, asombrado por su talento. Se quedó a cantar con él en la calle y lo invitó a su concierto en el Teatro Alcalá para que actuasen juntos. Charlie empezó a llamar la atención de cada vez más profesionales de la industria musical, tales como Lola Índigo.

### Primer sencillo
El mayor anhelo del artista, que era ser descubierto por una discográfica para que produjera sus propias canciones, se cumplió cuando consiguió firmar con Warner Music y Get In. 
Lanzó, entonces, su primer sencillo, Gran Vía 82, que rendía homenaje a sus inicios musicales en la calle principal de Madrid. De hecho, sacó este tema el 1 de abril de 2022, la misma noche que dio su último concierto en la calle. Sin embargo, fue su segundo sencillo, Me da igual, el primero que se viralizó en redes sociales y en plataformas digitales, hasta el punto de acumular 11 millones de reproducciones en Spotify en la actualidad. En octubre de 2022, sacó su primer EP, Todo lo que por fin me atreví a decirte, y en verano de 2023 inició su gira por España, Entre te quiero y te olvido. También participó en varios conciertos de Los40 SUMMERLIVE junto a otros artistas. En ese mismo periodo, empezó a dar varios conciertos con otros artistas amigos suyos, como Miki Núñez o Paula Koops.

## Discografía
Sencillos
- 1 de abril de 2022: Gran Vía 82
- 3 de junio de 2022: Me da igual
- 26 de agosto de 2022: Lo que nunca te dije
- 10 de febrero de 2023: Estamos a un beso
- 16 de junio de 2023: Semanas
- 15 de septiembre de 2023: Por si vuelves

EP's
- 14 de octubre de 2022: Todo lo que por fin me atreví a decirte
- 19 de abril de 2024: Contacto cero